# イトーヨーカドー弘前店
イトーヨーカドー弘前店（イトーヨーカドーひろさきてん）は、かつて青森県弘前市に存在した総合スーパー。
2024年9月29日をもって閉店し、店舗はイトーヨーカ堂からOICグループに継承され同年10月31日にCiiNA CiiNA 弘前（シーナシーナひろさき）として開業した。

## 概要
1976年（昭和51年）10月1日、弘南バスが総工費約50億円を投じ、建設した弘南ビルのテナントとして開業した。開業前には徹夜組も含め約4000人を超す長い行列が出来、この日の入場者数は約5万人を超えるという盛況ぶりだった。一日店長として弘前出身の女優長内美那子がかけつけている。続いて10月25日には1階に弘前バスターミナルも開業した。
弘前市では最大級のショッピングセンターであり、建物構造は地上8階、地下1階建て。地下1階から地上8階までは「展望エレベーター・スカイカプセル」で結ばれた。キーテナントであるイトーヨーカドーが食品や衣料品などを取り扱い、専門店も入居。一角には青森銀行が弘前駅前支店を構えた（のち移転）。このほか、6階はクリニックのフロアと屋上遊園地・緑の広場、7階は催事フロア・貸し会議室の催物のフロア、8階は展望レストランでファミール、レストラン森永などが営業した。イトーヨーカドーの開業は、弘前市の中心商店街である土手町との商圏二極化を引き起こし、土手町にあった中三弘前店（2024年8月末破産）はイトーヨーカドー開業から20日後に売り場面積を拡大するリニューアルを行い、イトーヨーカドーに対抗した。のちに、弘南バスはビルをイトーヨーカ堂に売却した。
2020年に大幅改装を行い、11月18日にリニューアルオープン。新規テナントとしてロフトや無印良品、アカチャンホンポが出店した。

### 閉店
2023年（令和5年）3月、イトーヨーカ堂は経営合理化のため国内店舗を2割超削減し、首都圏に集約する方針を示した。それに則り、2024年2月9日に同年9月までを目処に弘前店の営業を終了する方針であるとの報道があり、また同時に青森店の閉店も発表され、青森県内からイトーヨーカドーが撤退することになった。同年5月10日には9月29日をもって閉店する旨が公式に発表され、店頭にも閉店を知らせる張り紙が貼られた。閉店後の店舗については首都圏などで食品スーパー「ロピア」などを展開しているOICグループが継承し、「CiiNA CiiNA（シーナシーナ） 弘前」として開業するとしている。
当初の発表通り、2024年9月29日をもってイトーヨーカドー弘前店は閉店した。これをもって、青森県内からイトーヨーカドーは完全撤退となった。イトーヨーカドーの閉店後、「CiiNA CiiNA 弘前」として同年10月31日に開業予定で、無印良品・JINS・くまざわ書店やキャンドゥなどの大半のテナントが継続して入居する。核テナントとなる食品スーパーのロピアは2025年2月の開業が予定されている。

その後、CiiNA CiiNAはロピアに先駆け2024年10月31日に開業した。

## テナント
| 階   | フロア概要                 |
| ---- | -------------------------- |
| 8階  | レストラン                 |
| 7階  | ヨークカルチャーセンター   |
| 6階  | メディカルフロア           |
| 5階  | ベビー用品・暮らしのフロア |
| 4階  | キッズ・家庭用品のフロア   |
| 3階  | 婦人・紳士・肌着のフロア   |
| 2階  | 服飾・コスメ・薬品のフロア |
| 1階  | 生活雑貨のフロア           |
| B1階 | 食品・日用品・フードコート |

### かつて入居していたテナント
- 地下1階
  - マクドナルド、JTB東北
- 2階
  - 風月堂
- 5階
  - あすなろ書房、新星堂
- 8階
  - レストラン森永、ファミリーレストランファミール、芝のらーめん屋さん

かつては、地下1階にゲームセンター、6階に屋上遊園地（株式会社友栄運営）があり、1995年の増床以前は7階が催事場であった。

## 交通アクセス

### 鉄道
- JR東日本 奥羽本線 弘前駅から徒歩5分。
- 弘南鉄道大鰐線 中央弘前駅から徒歩20分。

### バス
- 弘南バス「バスターミナル前」バス停下車。また、「バスターミナル」下車すぐ。

### 自家用車
- 弘前市道土手町俵元線沿い（店舗東側）に第一駐車場、青森県道17号弘前停車場線沿いに第二駐車場（主屋から地下連絡通路を通る）がある（どちらも立体自走式）[17]。